# Iurisdictio
In diritto romano, per iurisdictio (da ius dicere cioè "dire, affermare il diritto") si intende il potere, di cui sono dotati alcuni magistrati, detti giusdicenti, di impostare in termini giuridici la controversia. In questo senso la iurisdictio si distingue dalla iudicatio, che è invece il potere di risolvere la controversia, e attribuito al giudice che dovrà emettere la sentenza.

## Storia
Dotati di iurisdictio erano i due pretori (praetor urbanus e praetor peregrinus), gli edili curuli e, nelle province, i governatori provinciali. 
Secondo quanto puntualizzano le fonti (Varr. de lingua Lat. 6.30), l'esercizio della iurisdictio si manifestava nei tria verba praetoris: do, dico, e addico, che potevano esser pronunciati solamente nei giorni fasti (dies fasti).
Nei sistemi processuali delle legis actiones e dell'agere per formulas questa distinzione fra iurisdictio e iudicatio trovava riscontro nelle due fasi in cui il processo era bipartito: la fase in iure, che si svolgeva innanzi al magistrato giusdicente, e la fase apud iudicem, che si svolgeva innanzi a un giudice privato (unico o collegiale). Da questo punto di vista la nozione tecnica di iurisdictio dell'antico diritto romano non può considerarsi coincidente né con la iurisdictio del diritto intermedio, né, tanto meno, con la moderna giurisdizione.